# Pikku Sarkajärvi
Pikku Sarkajärvi är en sjö i Kiruna kommun i Lappland och ingår i Torneälvens huvudavrinningsområde.